# Палацаго
Палаца̀го (на италиански: Palazzago; на ломбардски: Palasagh, Паласаг) е малкло градче и община в Северна Италия, провинция Бергамо, регион Ломбардия. Разположено е на 407 m надморска височина. Населението на общината е 4497 души (към 2017 г.).